# Austrolophozioideae
Austrolophozioideae, potporodica jetrenjarki, dio porodice Acrobolbaceae. Sastoji se od dva roda

## Rodovi
1. Austrolophozia R.M. Schust.
2. Goebelobryum Grolle